# Solva tamys
Solva tamys är en tvåvingeart som beskrevs av Seguy 1956. Solva tamys ingår i släktet Solva och familjen lövträdsflugor. Inga underarter finns listade i Catalogue of Life.